# David Parolo
David Parolo (* 30. September 1986) ist ein Schweizer ehemaliger Handballspieler.

## Karriere
Parolo kommt aus der Juniorenabteilung des TV Muri. Nachdem er später zum TV Suhr wechselte, bestritt er mit 18 Jahren sein erstes NLA-Spiel. 2010 wechselte er zum . 2013 verließ er den Verein und schloss sich dem Zweitligisten SG GC Amicitia/RWZ für eine Spielzeit an. Danach spielte er eine Saison bei seinem Jugendverein TV Muri. Nach einer kurzen Pause spielte er für den Drittligisten HC Küsnacht. Danach spielte er noch wenige Spiele für GC Amicitia Zürich und beendete 2022 seine Karriere.
Mit dem TSV St. Otmar spielte er vier Spiele im EHF Challenge Cup.
Sein Länderspieldebüt für die Schweizer Nationalmannschaft gab er am 3. Dezember 2007 gegen Slowenien. Er bestritt 16 Länderspiele, in denen er 16 Treffer erzielte. Zuvor absolvierte er für die Schweiz 13 U21-Länderspiele (69 Tore) und 26 U19-Länderspiele (83 Tore).